# Run (OneRepublic)
Run is een nummer van de Amerikaanse band OneRepublic uit 2021. Het is de vijfde single van hun vijfde studioalbum Human.
Tegen The Sun zei frontman Ryan Tedder dat zijn angst voor al het nieuws over de coronapandemie zijn inspiratie voor het nummer was. In de tekst van "Run" roept Tedder de luisteraar op om niet verstrikt te raken in de negativiteit die door de media wordt geportretteerd. In plaats van op te gaan in al het slechte nieuws, heeft Tedder naar eigen zeggen geleerd alles te negeren wat hem depressief maakt, en in plaats daarvan in het moment te leven en van het leven te genieten.
Hoewel het nummer de Amerikaanse Billboard Hot 100 niet bereikte, werd het in diverse andere landen wel een hit. In de Nederlandse Top 40 kwam het tot de 4e positie, en in de Vlaamse Ultratop 50 tot de 7e.